# Сен-Сенфорьен-су-Шомерак
Сен-Сенфорье́н-су-Шомера́к (фр. Saint-Symphorien-sous-Chomérac, окс. Sant Symphorien sous Chomérac) — коммуна во Франции, находится в регионе Рона — Альпы. Департамент коммуны — Ардеш. Входит в состав кантона Шомерак. Округ коммуны — Прива.
Код INSEE коммуны — 07298.
Коммуна расположена приблизительно в 500 км к югу от Парижа, в 120 км южнее Лиона, в 9 км к востоку от Прива.

## Население
Население коммуны на 2008 год составляло 710 человек.
| 1962 | 1968 | 1975 | 1982 | 1990 | 1999 | 2008 |
| ---- | ---- | ---- | ---- | ---- | ---- | ---- |
| 227  | 246  | 247  | 381  | 519  | 684  | 710  |

## Экономика
В 2007 году среди 496 человек в трудоспособном возрасте (15—64 лет) 367 были экономически активными, 129 — неактивными (показатель активности — 74,0 %, в 1999 году было 75,9 %). Из 367 активных работали 345 человек (185 мужчин и 160 женщин), безработных было 22 (6 мужчин и 16 женщин). Среди 129 неактивных 57 человек были учениками или студентами, 40 — пенсионерами, 32 были неактивными по другим причинам.

## Фотогалерея

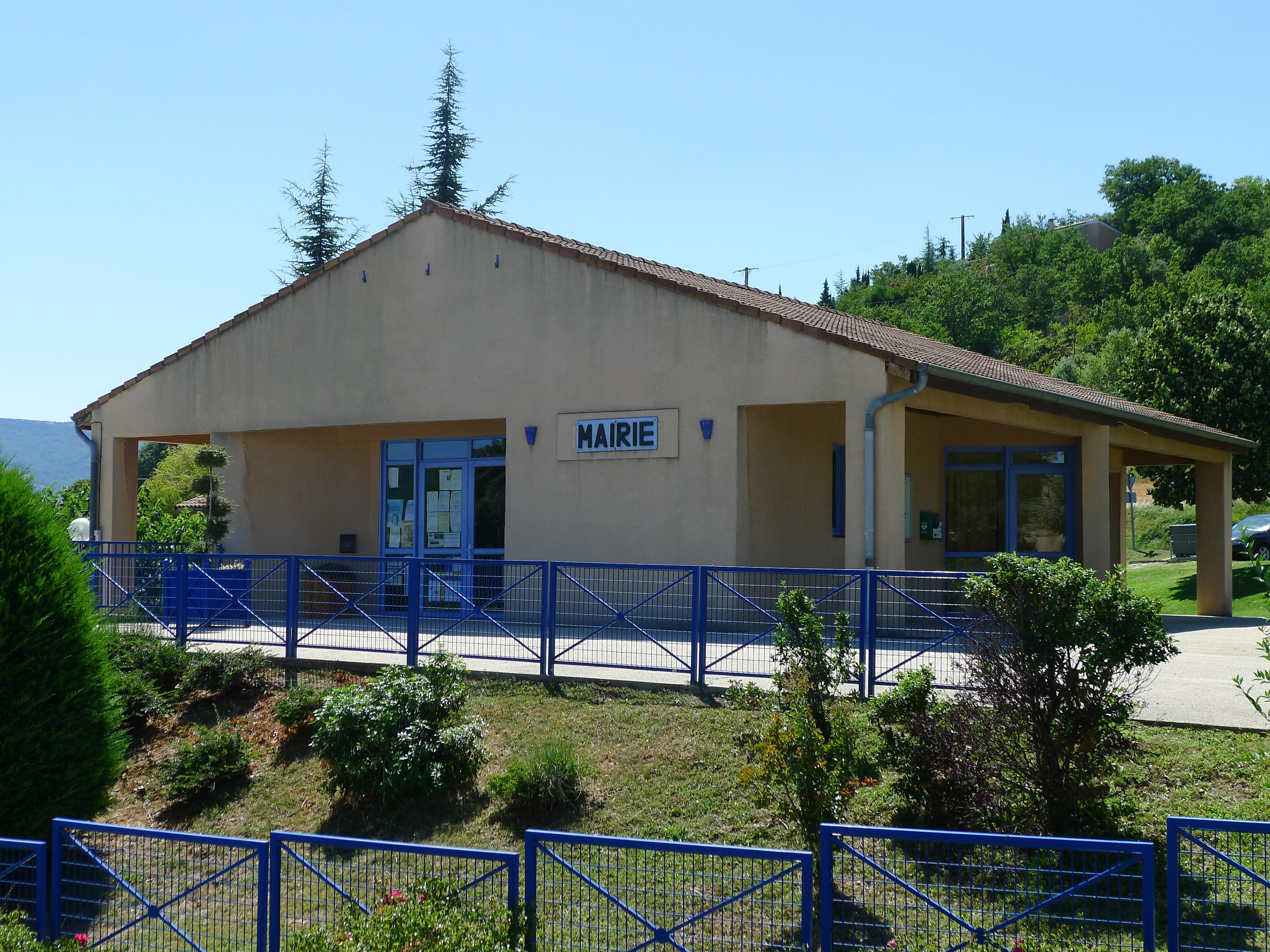
Мэрия
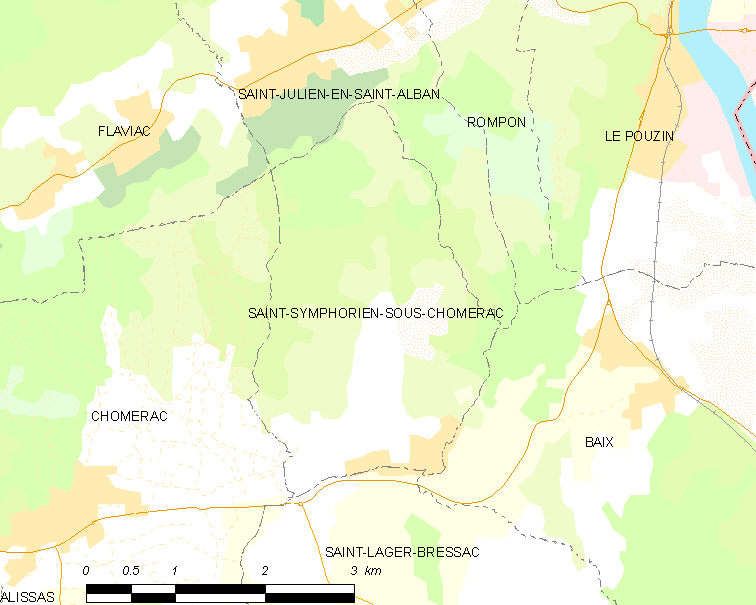
Карта коммуны